# Epiplatys sexfasciatus
Epiplatys sexfasciatus är en fiskart bland de äggläggande tandkarparna som beskrevs av Theodore Gill 1862. Arten är typart i släktet Epiplatys, som ingår i familjen Nothobranchiidae. Internationella naturvårdsunionen (IUCN) kategoriserar arten globalt som livskraftig.

## Underarter
Arten delas in i följande underarter:
- E. s. rathkei Radda 1970
- E. s. sexfasciatus Gill 1862
- E. s. togolensis Loiselle 1971